# بنك تمويل المؤسسات الصغرى والمتوسطة
بنك تمويل المؤسسات الصغرى والمتوسطة (بالفرنسية: Banque de financement des petites et moyennes entreprises أو اختصارا BFPME) هو مصرف (بنك) تونسي يقع تحت إشراف وزارة المالية.

تم إنشاؤه في 1 مارس 2005، حيث كان رأس ماله 50 مليون دينار تونس، ثم ضوعف ليصبح 100 مليون دينار تونسي في 2009. لديه فرع في كل ولاية، إلى جانب مقره في تونس العاصمة.

## المساهمين
يمتلك المذكورين أسفله أسهم بقيمة:
- الدولة التونسية: 60%.
- المجمع الكيميائي التونسي: 22%.
- اتصالات تونس: 10%.
- ديوان الطيران المدني والمطارات: 6%.
- الديوان التونسي للتجارة: 2%.

## مقالات ذات صلة
- القطاع البنكي في تونس
- قوائم البنوك

## روابط خارجية
- الموقع الرسمي.